# Пархоменко Михайло Іванович
Пархоменко Михайло Іванович (31 липня 1950, місто Краматорськ, Донецька область) — заслужений художник України, член Національної спілки художників України, графік, живописець, мандрівник, громадський діяч, лауреат, дипломант та призер міжнародних й регіональних виставок і конкурсів, співзасновник Спілки мариністів Одеси, художній керівник міжнародного творчого об'єднання «Спокуса», координатор творчих програм Національної Академії образотворчого мистецтва і архітектури, організатор всеукраїнських та регіональних творчих проектів: «Обличчя кордону», «Чарівний світ Дністра», «Крила Вітчизні», «З'єднуємо береги», «Завжди пам'ятаємо» та інших.

## Сім'я
Батько: Пархоменко Іван Іванович. (1 липня 1916 — 27 грудня 1997) — видатний український художник. Будучи головним художником міста Краматорськ, він очолював ізостудію та заснував народну картинну галерею (1957—1967 рр.), яка згодом стала Державним художнім музеєм. У 1972 році переїхав до Донецька. Його ім'я внесено до книги «Історія міст і сіл Української РСР» (Дніпропетровська область) та до енциклопедичного словника «Художники України» Академії наук УРСР. На будинку по вулиці Б. Хмельницького, де він проживав, встановлена меморіальна дошка на його честь.
Мати: Ольга Кузьмівна Черкаська, художниця.

## Вчителі
Його перші кроки в мистецтві почалися під впливом батьків. Батько виховував у ньому любов до праці та дисципліни, а мати розвивала його уяву і творчий потенціал. Вагомий внесок у його розвиток зробили художники Олександр Васильович Москвичов із Санкт-Петербурга та Микола Васильович Ясиненко з Донецька. Олександр Москвичов познайомив його з вишуканою технікою офорту, а Микола Ясиненко допоміг сформувати глибоке, філософське сприйняття світу.

## Біографія
- 1950. 31.07. — народився в місті Краматорськ, Донецької області в сім'ї художників;
- 1969—1971 — Служба в армії. Сержант;
- 1971—1977 — Навчання в Українському поліграфічному інституті ім. І. Федорова за фахом «книжкова ілюстрація» м. Львів;
- 1972 — Переїзд до міста Донецьк. Перехід на заочний факультет інституту. Праця в Донецькому художньо-виробничому комбінаті;
- 1973 — Початок творчої праця над літографією;
- 1977 — Прийнятий до Спілки художників України;
- 1984 — Переїзд до Одеси;
- 1984—1994 — Праця на пасажирських суднах Чорноморського морського пароплавства.
- Учасник двох навколосвітніх подорожей. Має 70 персональних художніх виставок. З них 50 за кордоном;
- 2002 — Координатор творчих програм Національної Академії образотворчого мистецтва й архітектури України (Київ). Один із засновників «Спілки мариністів Одеси»;
- 1997—2005 — Голова секції графіки Одеської Спілки художників, член Правління Одеської обласної організації Національної спілки художників України;
- 2006 — Художній керівник міжнародного творчого об'єднання «Спокуса»;
- 2013 — Художній керівник симпозіумів «Мелодії степу і моря» та «Фрумушика-Нова». З 2017 року — Заступник голови редколегії книжки — альбому видавничої серії «Архівна Одісея»: 1. «Парки і сквери Одеси очима художників і архівістів»  2017 р. 2. «Морський фасад Одеси» 2018 р. 3. «Одеса швейцарська» 2021 р. 4. «Одеса морська» 2023 р.
- З 1 квітня 2022 року по 30 червня 2022 року брав участь у творчих симпозіумах та виставках в проекті «Історичні партнерські зв'язки України та Румунії» на базі музейного комплексу «Палац мистецтв Могошоая» під керівництвом експерта ЮНЕСКО Н. Загури. Румунія. Бухарест.
- 2024 р. — створення муралу (110 м кв.) на тему «Українські народні казки» у дитячому реабілітаційному центрі імені Бориса Літвака, в «Будинку з золотим янголом». М. Одеса.
- В липні 2024 у музейному комплексі «Фрумушика-Нова» відкрився художній музей творів Заслуженого художника України Михайла Пархоменка, організатора та координатора створення музейного комплексу Семисотка та картинної галереї у Фрумушиці-Нова.

## Організація міжнародних, всеукраїнських і регіональних творчих проєктів
- 1993 р. — симпозіум текстилю. Будинок творчості НСХУ «Седнів», Чернігівська обл.
- 1996 с. — симпозіум «Подільські зустрічі», с. Печора, Вінницька обл.
- 1997—1999 рр. — проєкт «Чарівний світ Дністра», с. Яськи Одеська обл.
- 2000—2001 рр., 2003—2007 рр. — Проєкти, присвячені Державній прикордонній службі України: «Світ, який ми оберігаємо», «Обличчя кордону». Художники працювали на заставах: «Яськи» Котовського загону; «Вилкове», «Острів Зміїний», «Рені», «Матроска», «Кілія» Ізмаїльського прикордонного загону; «Рибалівка», «Кароліно-Бугаз», «Імені О. А. Маловського» Одеського прикордонного загону; «Чернівці», «Руська», «Шепіт», «Селятин» Чернівецького прикордонного загону. Проведено виставки творів у адміністрації ДПСУ (м. Київ).
- 2001 р. — проєкт «Крила Вітчизни». Присвячено Повітряним Силам України, Крим м. Бельбек.
- 2002 с. — пленер за підтримкою Державної Адміністрації Овідіополя, Санжійка, Одеська обл.
- 2002 р. — пленер одеських художників за підтримкою ВМС України, о. Зміїний.
- 2007 р. — пленер українських художників, «Кінбурнська коса», Миколаївська обл.
- 03. 2007 р. — проєкт вистав в Чорноморській виправній колонії УДДУВП в Одеській обл. (№ 74). 2012 р. — вистава «Я був тоді в Одесі», Чорноморська виправна колонія (№ 74).
- 2007 р. — вистава-акція «Дарунок митців Одеси» м. Миколаїв, Художній музей. Присвячено 165-річчю з дня народження художника В. В. Верещагіна.
- 2008—2010 рр. — проєкт «Об'єднуємо береги», Одеса-Стамбул, Одеса-Батумі (Круїзи на т/х «Калідонія» та поромі «Грейсвальд»). Спонсор судноплавна компанія «UKRFERRY». Учасники круїзів — художники, мистецтвознавці України (340 осіб).
- 2012 р. — симпозіум, вистава «Дев'ять майстрів», Стамбул (Туреччина).
- 05. 2013 р. — вистава, присвячена м. Стамбулу «На тому березі», Київ, Музей сучасного мистецтва. За підтримки компанії GLOBART.
- 07. 2013 р. — симпозіум «Мелодії степу і моря», Вилкове та о. Зміїний. За підтримки громадської організації «Спілка митців „Берег Овідія“», спільно з Державною прикордонною службою України.
- 2013—2022 рр. — симпозіуми. Теми: «Дороги Даків», «Молдавські свята», «Вино та виноробство», «Трудівники Фрумушика-Нова», «Герої Бессарабської землі», «Фрумушика очима великих художників», «Червона книга Буджацького степу», «Народження Вина», «Історія села Семисотка». «Фрумушика-Нова», Одеська обл.
- 03. 2017 р. — симпозіум «Дністровський рубіж», м. Білгород-Дністровський. За підтримки Державної прикордонної служби України.
- 09. 2017 р. — симпозіум «Чарівний край Черемоша й Прута», м. Чернівці, м. Івано-Франківськ. За підтримки Державної прикордонної служби України.
- 2018 р. — симпозіум, вистава до дня народження Львівського прикордонного загону, м. Львів.
- 2018 р. — симпозіум, вистава «У східному напрямі», м. Київ, Краматорськ-Бахмут-Майорське-Кураховое-Маріуполь. За підтримки Державної прикордонної служби України.
- 2019 р. — пленер «Береги Санжійки», база «Гніздо лелеки», Одеська обл.
- 07. 2020 р. — симпозіум по заставах Чернігівського прикордонного загону «Північний кордон».
- 2021 р. — симпозіум «Один ранок — один світанок», с. Санжійка, Одеська обл.
- 2021 р. — пленер на о. Зміїний. За підтримки ДПС України.

В різний час у симпозіумах брали участь 800 художників та мистецтвознавців Одеси, Києва, Львова, Чернівців, Харкова, Донецька, Краматорська, Маріуполя, Ізмаїлу, Черкас, Запоріжжя, Миколаєва, Сум, Іллічівська, Дубна, Луцька, Вінниці, Білгород-Дністровська.

## Нагороди
- 1977 — Лауреат Першої премії Національного конкурсу молодих художників України у номінації «графіка»;
- 2000 — Пам'ятна відзнака Академії Мистецтв України;
- 2000 — Прізвище художника внесено в книгу «Зірка Одеси»;
- 2005 — Лауреат І премії конкурсу «Смарагдова ліра», що проводиться Державною прикордонною службою України;
- 2012 — Лауреат конкурсу «Люди справи» газети «Вечірня Одеса»;
- 2013 — І місце в конкурсі, присвяченому 150-річчю Ніко Піросманішвілі;
- 2013 — Присвоєно звання «Заслужений художник України»;
- Медаль «За сумлінну службу в прикордонних військах України»;
- Медаль Дворянського зібрання півдня України «Благословення Господнє».
- 2024 — Медаль «За співпрацю» від Державної Прикордонної Служби України.

## Музей заслуженого художника України Михайла Пархоменка
В липні 2024 року в складі туристичної-етнографічного комплексу «Фрумушика-Нова» створено художній музей заслуженого художника України Михайла Пархоменка.

## Місцезнаходження основних творів Михайла Пархоменка
За роки творчої діяльності відбулося 70 персональних виставок художника, з них 50 за кордоном: у Бремені, Севільї, Оулу, Савані, Гавані, Ріо-де-Жанейро, Сіднеї, Таїті, Венеції, Бергені, Кілі, Генуї, Роттердамі, Йокогамі, Лісабоні, Буенос-Айресі та ін.
Понад 100 творів знаходиться у 38 художніх та історичних музеях і картинних галереях України, Казахстану, Туркменістану. Більше тисячі його картин зберігаються в приватних колекціях по всьому світу — в Америці, Європі та Азії.
- Дирекція виставок Національної Спілки Художників України;
- Дирекція виставок Національної Спілки Художників Росії;
- Фонд культури Туркменістану, м. Ашгабат;
- Народний музей слави Північно-Казахстанської області, м. Казахстан;
- Національний музей історії України, м. Київ;
- Музей революції, м. Москва;
- Музей Державної прикордонної служби України, м. Київ;
- Одеський національний художній музей, м. Одеса;
- Миколаївський художній музей імені В. В. Верещагіна, м. Миколаїв;
- Ізмаїльська картинна галерея, м. Ізмаїл;
- Музей мариністичного живопису імені художника Р. Г. Судковського, м. Очаків;
- Запорізький обласний художній музей, м. Запоріжжя;
- Донецький обласний художній музей, м. Донецьк;
- Севастопольський художній музей імені Михайла Крошицького, м. Севастополь;
- Чернігівський обласний художній музей імені Григорія Галагана, м. Чернігів;
- Краматорський художній музей, м. Краматорськ; Горлівський художній музей, м. Горлівка;
- Донецький обласний краєзнавчий музей, м. Донецьк;
- Прилуцький краєзнавчий музей імені В. І. Маслова, м. Прилуки;
- Бродівський історико-краєзнавчий музей, м. Броди;
- Маріупольський краєзнавчий музей, м. Маріуполь;
- Ізмаїльський історико-краєзнавчий музей Придунав'я, м. Ізмаїл;
- Одеський історико-краєзнавчий музей, м. Одеса;
- Музей історії міста Краматорська, м. Краматорськ;
- Одеський музей морського флоту України, м. Одеса;
- Одеський муніципальний музей особистих колекцій імені О. В. Блещунова, м. Одеса;
- Львівський музей історії релігії, м. Львів;
- Музей Південного регіонального управління ДПС України, м. Одеса;
- Музей 105-го Чернігівського прикордонного загону ім. князя Володимира Великого, м. Чернігів;
- Музей 7-го Карпатського прикордонного загону, м. Львів;
- Музей Луцького прикордонного загону, м. Луцьк; Музей Національної академії Державної прикордонної служби України, м. Хмельницький;
- Картинна галерея Центру етнографічного, сільського зеленого туризму і сімейного відпочинку «Фрумушика-Нова», Одеська обл.;
- Музей Білгород-Дністровського прикордонного загону, м. Білгород-Дністровський;
- Музей Краматорського прикордонного загону, м. Краматорськ;
- Музей Григорія Сєдова, с. Сєдове, Донецька область;
- Горлівський художній музей, Горлівка, Донецька область.

## Основні твори
Основна частина творчого доробку художника представлена роботами, виконаними у техніках кольорової літографії, офорту, монотипії та акварелі. Михайло Іванович Пархоменко входить до десятки художників країн СНД, які володіють унікальною технікою багатоколірної літографії.

## Цикли творів
- Цикл «Україна»
- Цикл «Війна»
- Цикл «Одеса»
- Цикл «Мічурінський сад»
- Цикл «Кораблі і зорі»
- Цикл «По Європі»
- Цикл «Герої землі Донецької»
- Цикл «Колима»
- Цикл «Екватор»
- Цикл «Індія»
- Цикл «Австралія та Океанія»
- Цикл «Південна Америка»
- Цикл «По Африці і Близькому Сходу»

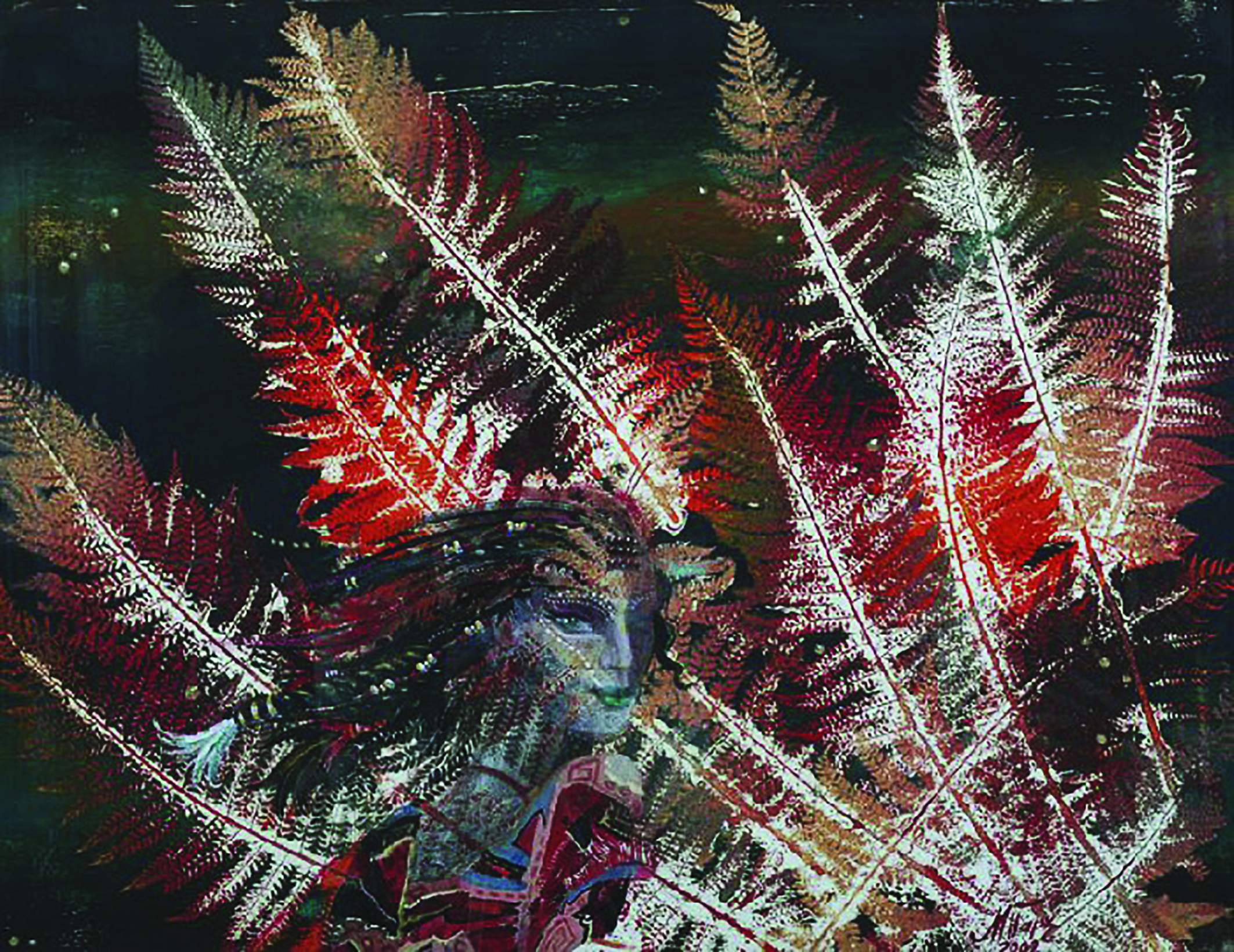
Цикл «Україна». Дочка мольфара. Монотипія. 60 х 80 см
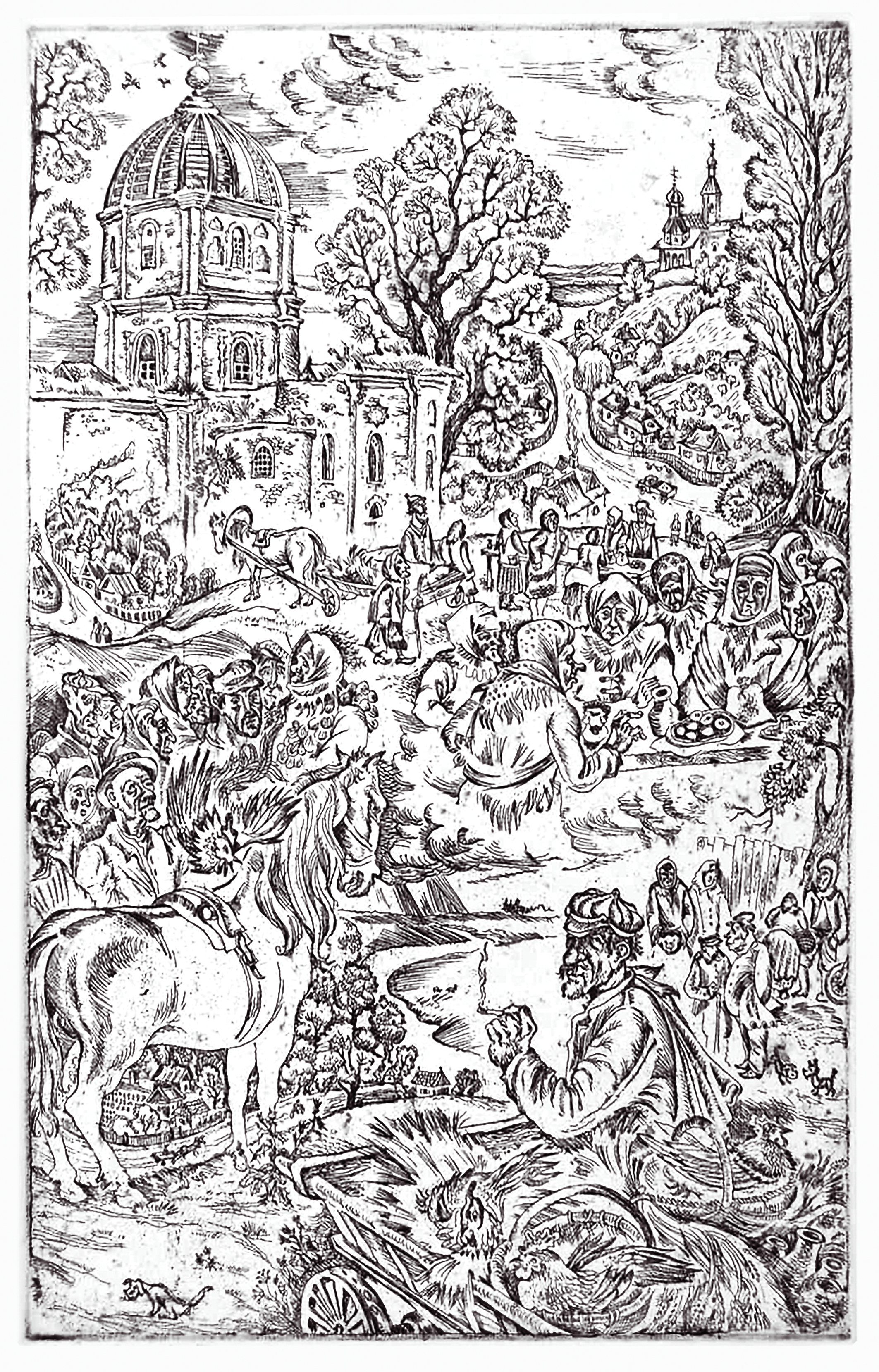
Цикл «Україна». Седнівський базар. Офорт. 50 х 30 см
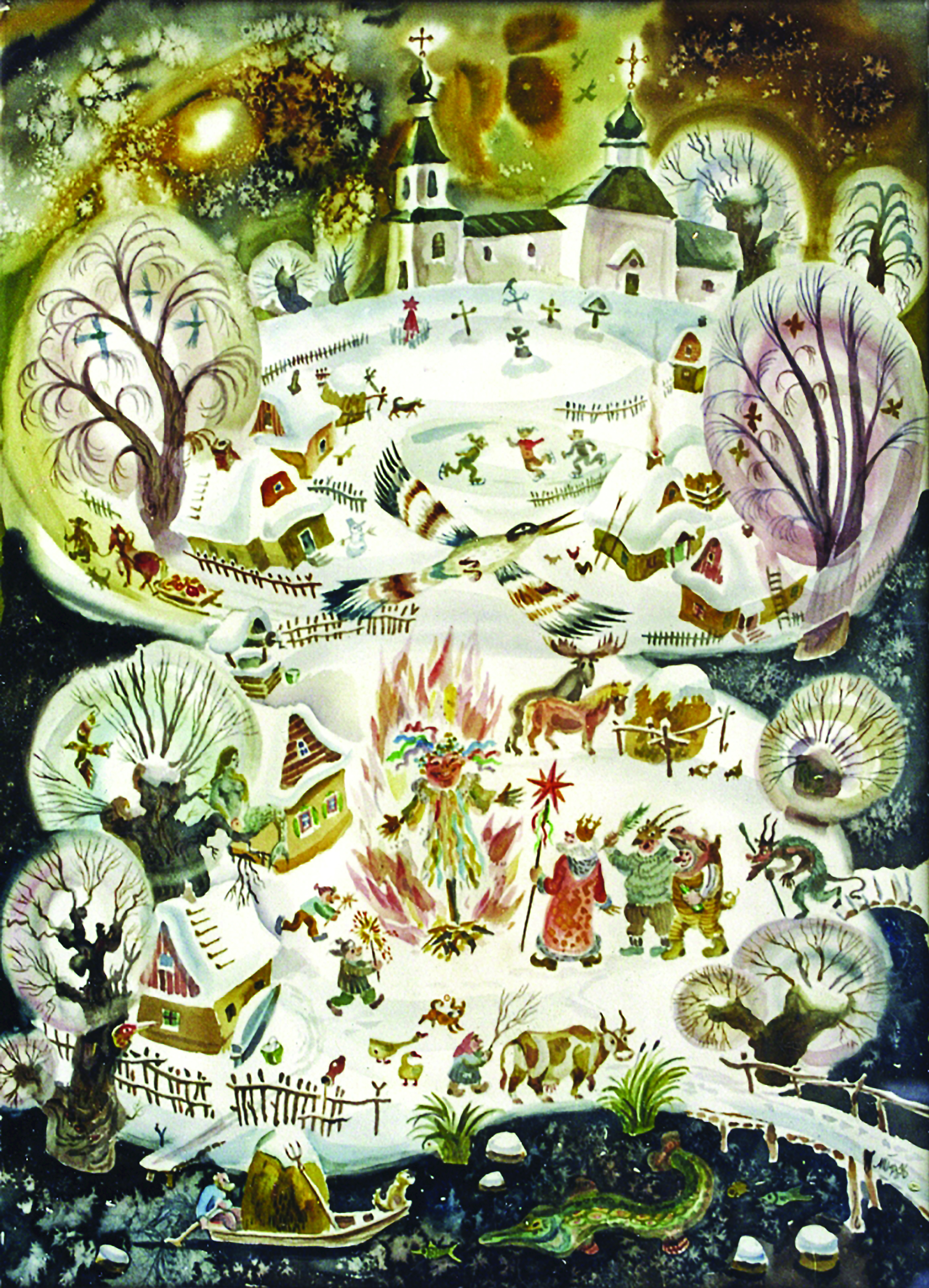
Цикл «Україна». Українська зима. Папір, акварель. 80х60 см
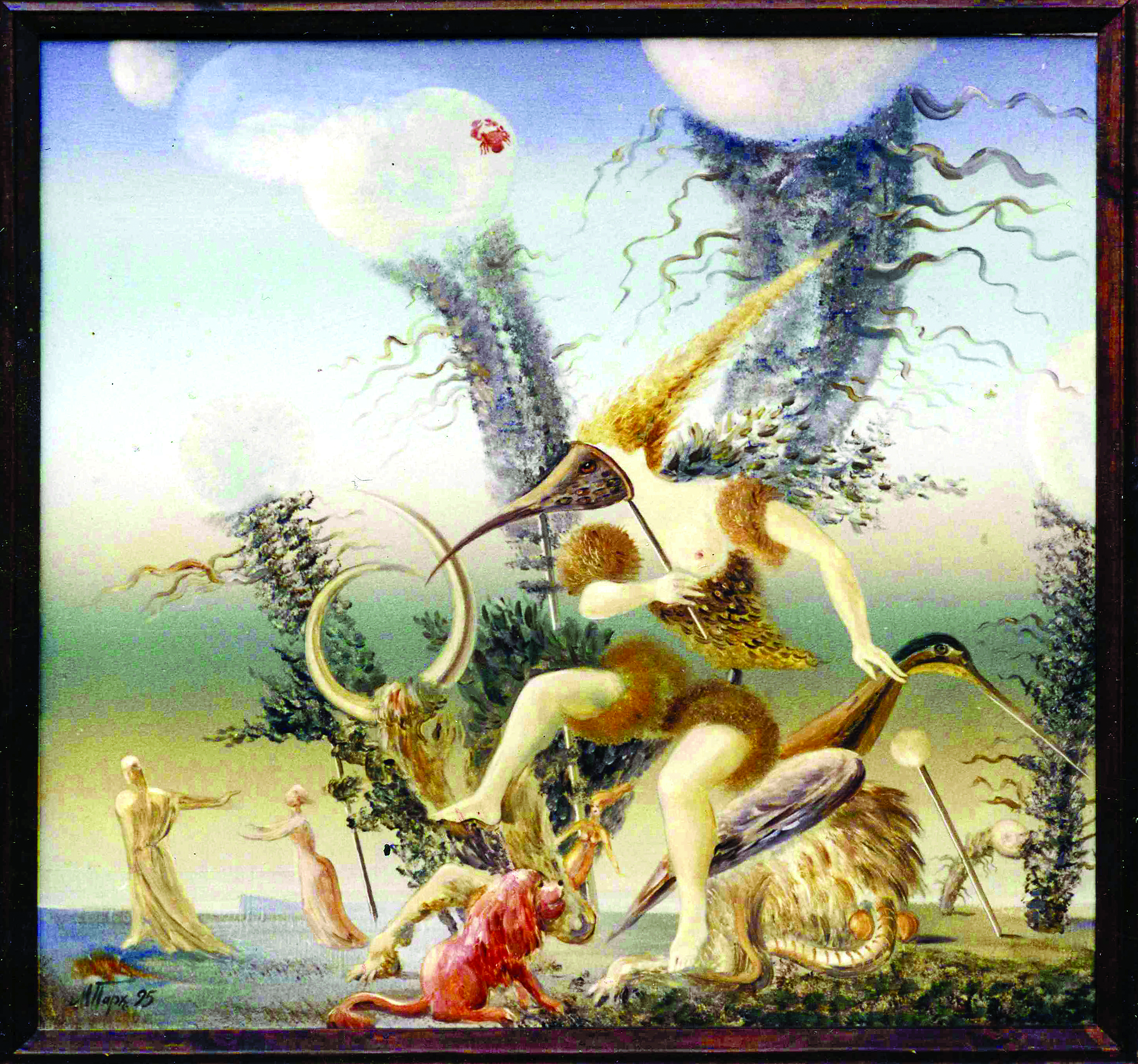
Цикл «Мічуринський сад». Метаморфози. Картон, олія. 90х100 см
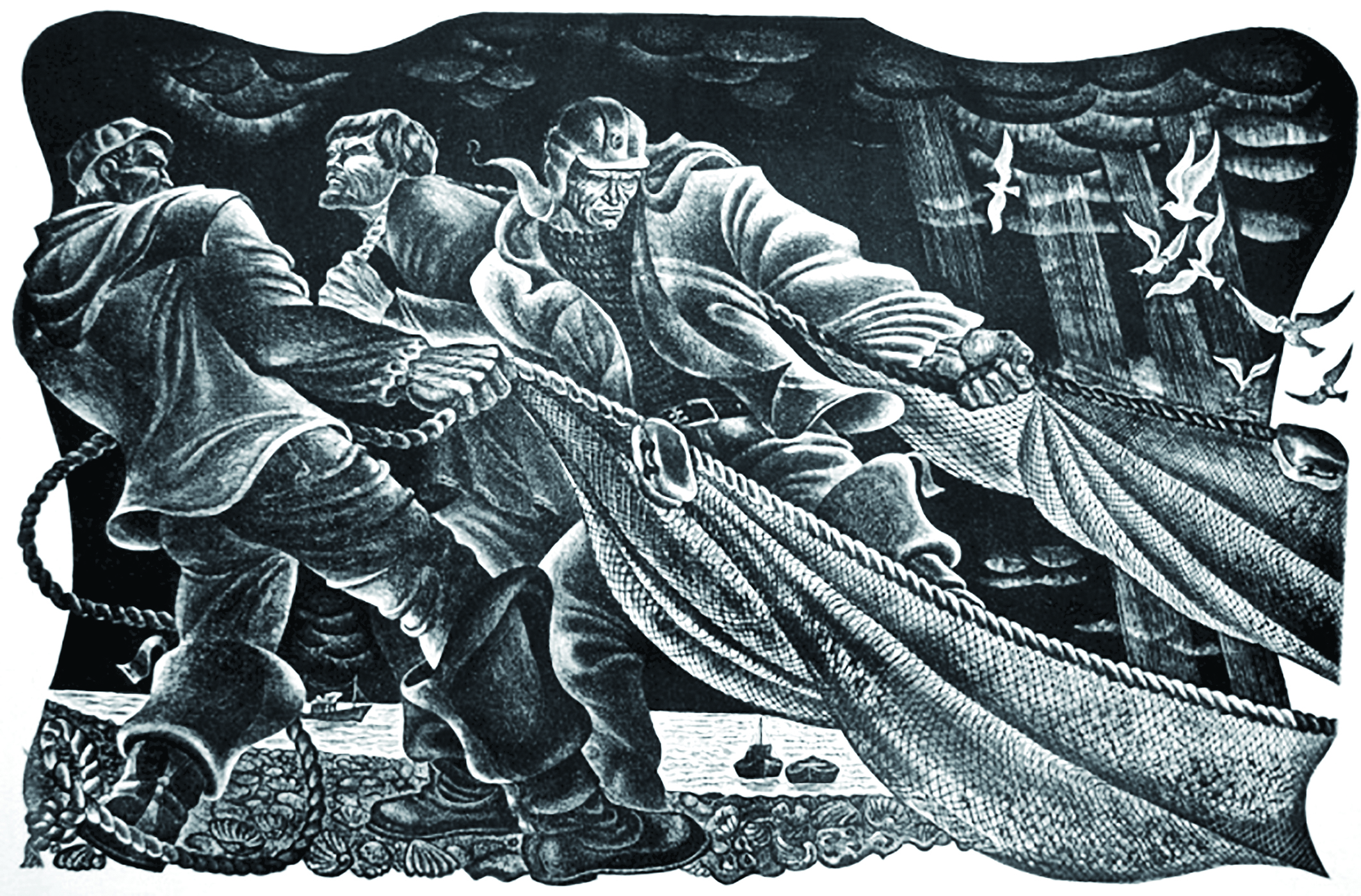
Цикл «Кораблі та зорі». Рибалки Азова. Літографія. 45х68 см
Цикл «Кораблі і зорі». Веселка над морем. Літографія. 64x51 см
Цикл «Франція». Вечір з Франсуазою. Кольоровий офорт, акватинта. 50х30 см
Цикл «По Африці та Близькому Сходу». Полювання в Африці. Кольорова літографія. 61х46 см
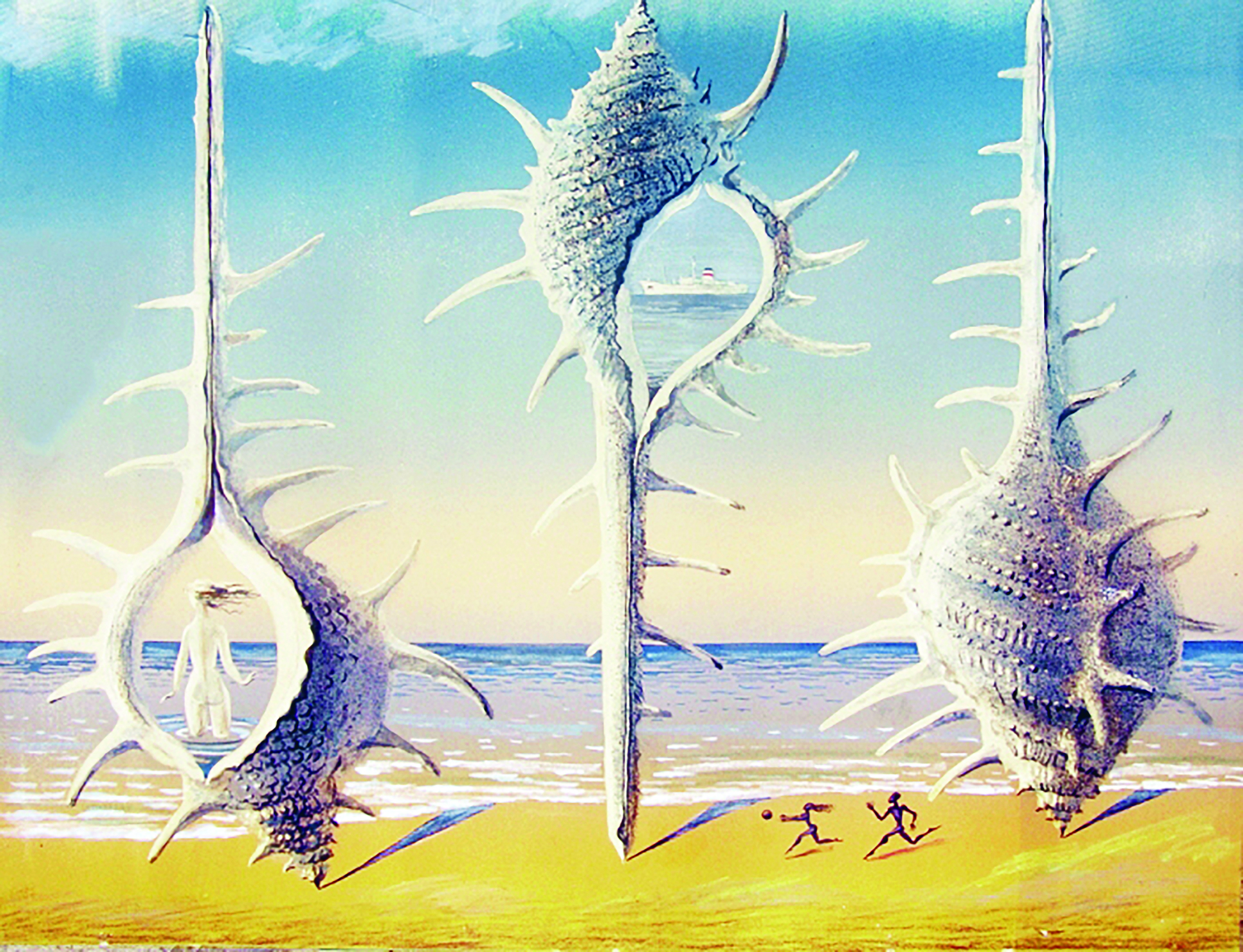
Цикл «По Африці та Близькому Сходу». Ранок на Суетському Каналі. Авторська техніка. 65х80 см

## Серії творів
- Серія «Донбас трудовий»
- Серія «Місто»
- Серія «Києву 1500 років»
- Серія «Чотири стихії»
- Серія «Знаки Зодіаку»
- Серія «Спорт»
- Серія «Трудівники Буджакскої громади»
- Серія «Велична Грузія»

Серия «Донбас трудовий». Рибальські зорі. 72x42 см
Серия «Донбас трудовий». Синій птах. 72x42 см
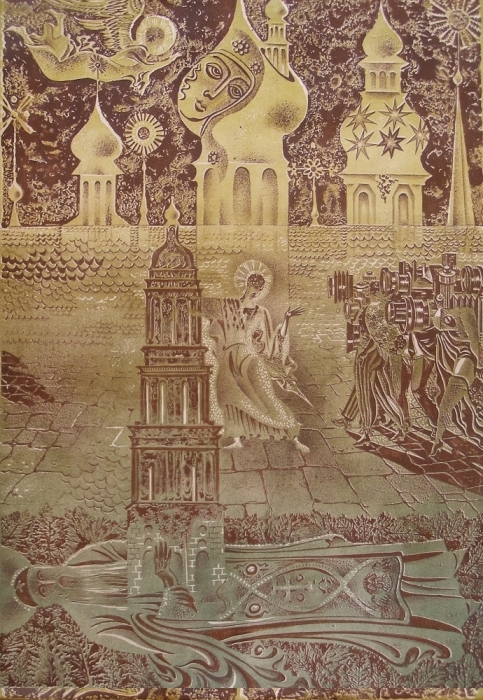
Серія «Києву — 1500 років». Лавра. Малиновий звін. Кольорова літографія. 90х61 см
Серія «Києву — 1500 років». Оповідь про Славуту. Кольорова літографія. 90х61 см
Серія «Чотири Стихії». Вогонь. Кольорова літографія. 60х67 см
Серія «Чотири Стихії». Вода. Кольорова літографія. 60х67 см
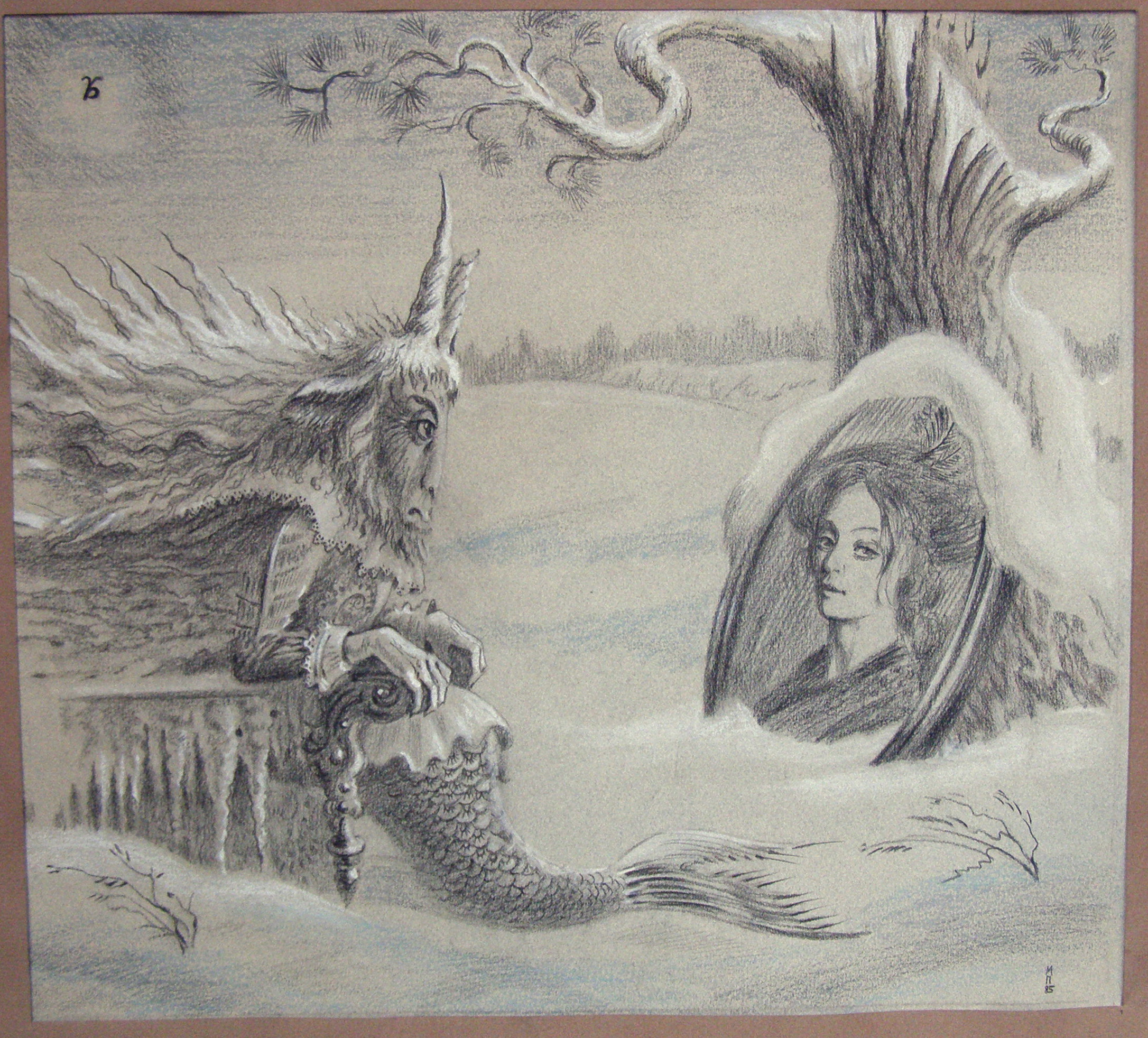
Серія «Знаки Зодіаку». Козеріг. Літографія. 33х38 см
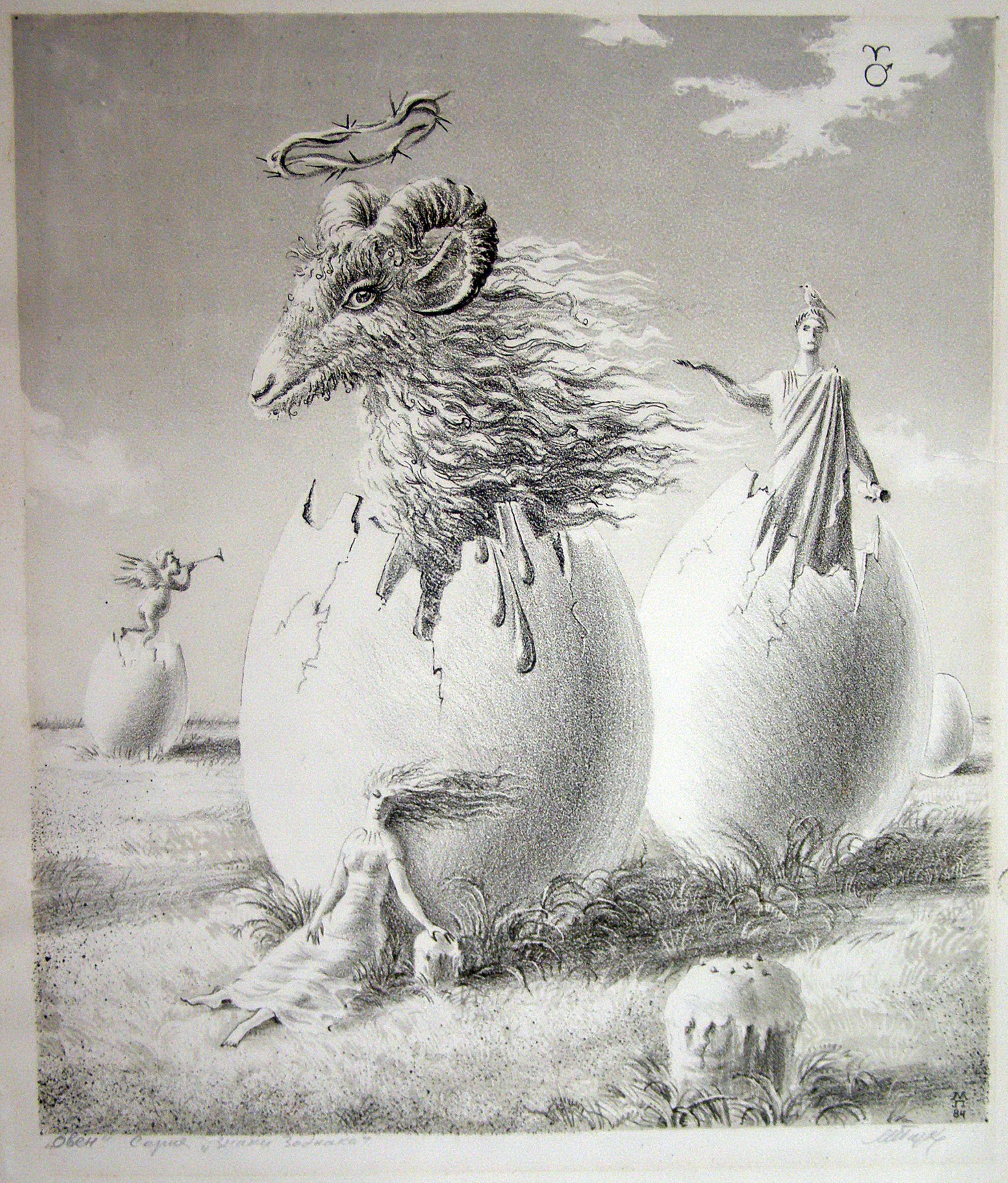
Серія «Знаки Зодіаку». Овен. Літографія. 38х33 см

## Триптихи, диптихи та інші твори
- Триптих «Канал Дніпро-Донбас»
- Диптих «Шахтарські будні»
- Диптих «Дні та ночі»

## Розділи

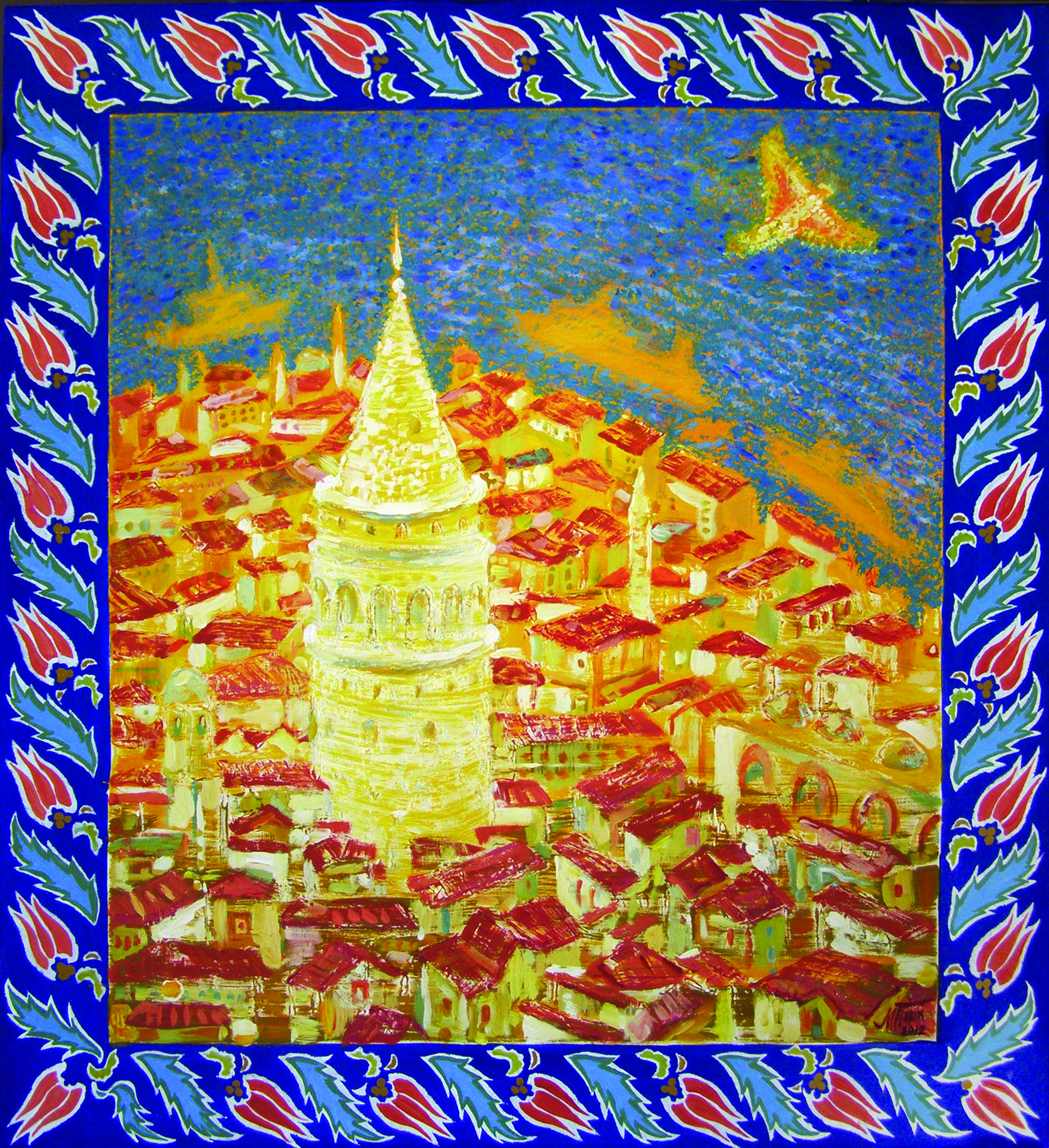
Розділ «Туреччина». Вежа Галлата. Полотно, олія, акрил. 120х110

- Розділ «На флоті»
- Розділ «Скульптура»
- Розділ «Портрети»
- Розділ «Туреччина»

## Графіка, ілюстрації, бодіарт
- Літографія
- Монотипія
- Ілюстрації до н-ф роману О. Меєрова «Обережно чужі»
- Ілюстрація до творів Міхая Емінеску
- Бодіарт